# Tramvajová doprava v Bílsku-Bělé
V jihopolském městě Bílsko-Bělá ve Slezském vojvodství byla v letech 1895 až 1971 v provozu malá tramvajová síť. Bílsko-Bělá bylo poslední polské město, které během komunistické éry tramvajovou síť zrušilo.

## Historie
Stejně jako v několika dalších městech byla důvodem vzniku tramvajové dopravy železnice, respektive nádraží, které muselo být napojeno na centrum města. Pravidelný provoz tramvaje byl zahájen 11. prosince 1895 na trati o rozchodu 1000 mm spojující nádraží s vilovou čtvrtí nedaleko Lasu Cygańskieho. Tramvaje jezdily na jednokolejné trati o délce přibližně 4960 m se sedmi výhybnami. První vozovna byla umístěna v dnešní ulici Partyzantów. V roce 1908 byla stará vozovna nahrazena modernější nedaleko Lasu Cygańskieho. Jediné rozšíření sítě nastalo v roce 1951, kdy byla postavena nová trať po ulici Piastowské do koncové smyčky Aleksandrowice.
V 70. letech 20. století bylo rozhodnuto starý a nevyhovující tramvajový provoz nahradit moderním dopravním prostředkem – autobusem. Poslední tramvaje vyjely v Bílsku-Bělé 1. května 1971.

## Linky

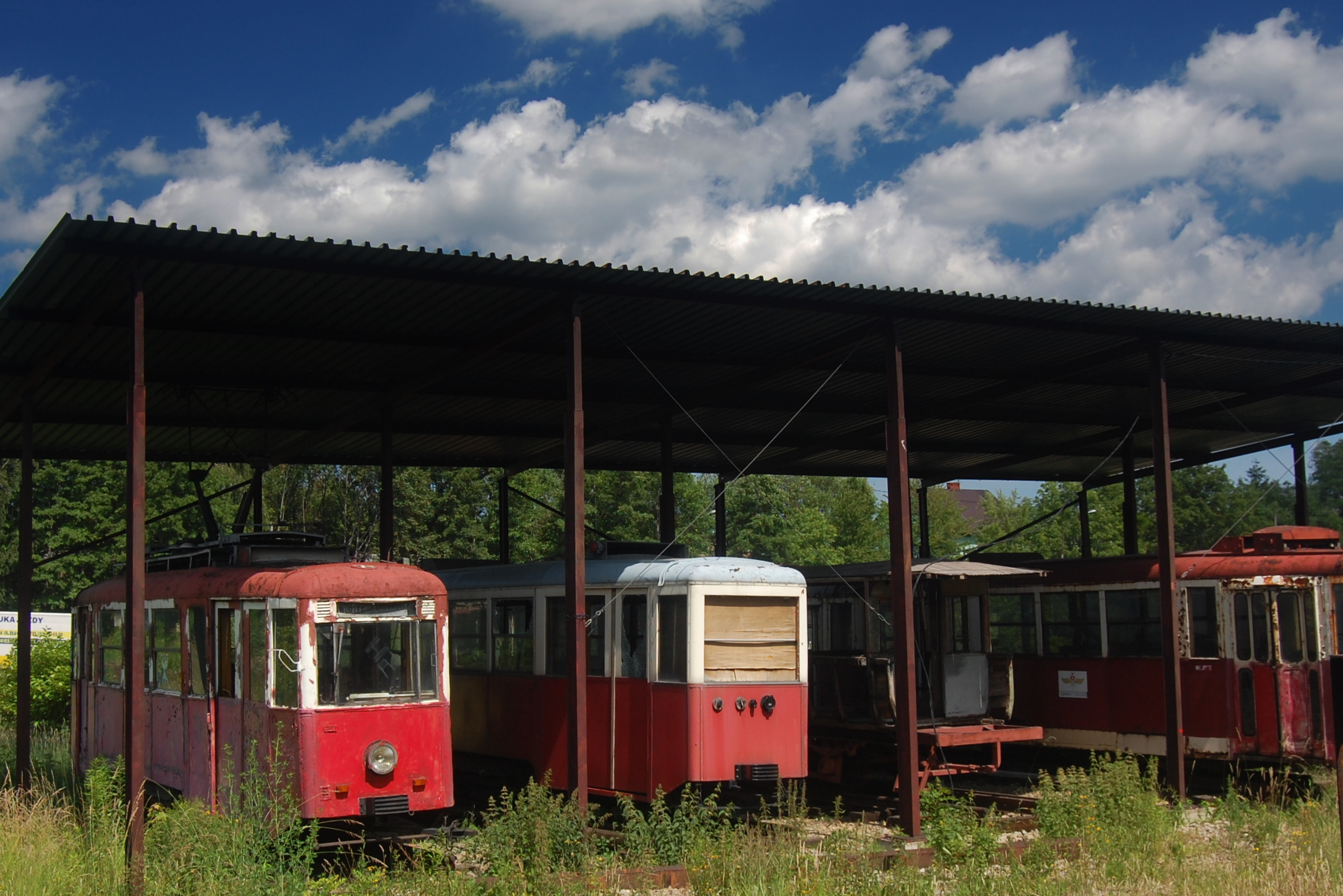
Historické tramvaje ve vozovně MZK Bielsko Biała

### Linka č. 1
- 1895–1926: Dworzec kolejowy – 3 Maja – Zamkowa – 1 Maja – pl. Mickiewicza – Partyzantów – Kustronia – Olszówka – Cygański Las
- 1926–1971: Dworzec kolejowy – 3 Maja – Zamkowa – pl. Żwirki i Wigury – Partyzantów – Kustronia – Olszówka – Cygański Las

### Linka č. 2
- 1951–1970: Dworzec kolejowy – Piastowska – Aleksandrowice (Hulanka)

Poznámka: v popisu linek jsou uvedeny aktuální názvy ulic.